# Josef Vallaster
Josef Vallaster (* 5. Februar 1910 in Silbertal, Österreich-Ungarn; † 14. Oktober 1943 im Vernichtungslager Sobibór) war ein österreichischer Nationalsozialist und ab 1940 an den Verbrechen der NS-„Euthanasie“ und des Holocaust beteiligt. Er wurde unter anderem in der NS-Tötungsanstalt Hartheim sowie im Vernichtungslager Sobibór eingesetzt, wo er einen SS-Dienstgrad führte und beim Aufstand von Sobibór von revoltierenden Häftlingen getötet wurde.

## Leben

### Kindheit und Bergbauer in Silbertal

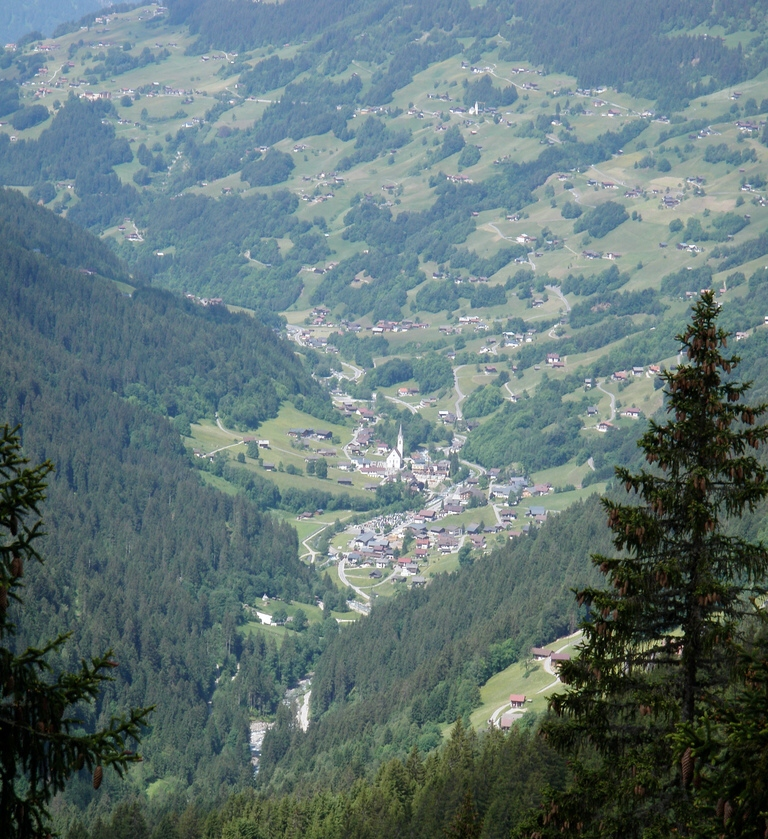
Blick auf die Streusiedlung Silbertal in Vorarlberg. (2009)

Josef Vallaster verlor im Alter von sechs Jahren seinen Vater, der 1916 als Soldat des Ersten Weltkrieges in russischer Gefangenschaft starb. Nach der Volksschule arbeitete er zeitweise auf dem Bergbauernhof seines Stiefvaters in Silbertal mit und verdingte sich außerdem als Gelegenheitsarbeiter, wie Holzarbeiter, Senn und Knecht.
Von Zeitzeugen wird er als ein Arbeiter beschrieben, den „man für alles gebrauchen konnte“ und der „unauffällig und harmlos gewesen“ war. Er stand dem nationalsozialistischen Gedankengut nahe und war illegaler Nationalsozialist, wird jedoch in der Personengruppe von festgestellten und abgestraften NS-Aktivisten des Montafons der Jahre 1933/1934 nicht gelistet.
Nachdem die NSDAP am 19. Juni 1933 als Partei verboten wurde, verließ Vallaster am 26. August 1933 Österreich und flüchtete nach Deutschland. Dort wollte er auch seinen bisherigen schlechten finanziellen Verhältnissen entkommen.

### Österreichische Legion, Arbeiter in Deutschland
In Deutschland wurde Vallaster in die Österreichische Legion aufgenommen und kam von München in das Zentrallager der Legion in Bad Aibling. Am 28. September 1933 wurde ihm „wegen unerlaubten Grenzübertritts nach Deutschland“ vom Bezirk Bludenz seine österreichische Staatsbürgerschaft aberkannt, wobei der Grund seiner Flucht nicht mit verbotenen nationalsozialistischen Aktivitäten in Verbindung gebracht wurde, sondern als „unbekannt“ galt. Nach dem gescheiterten nationalsozialistischen Putschversuch in Österreich im Juli 1934, dem sogenannten Juliputsch, verlor die Legion ihre Bedeutung, und ihre Mitglieder wurden soweit möglich in Zivilberufen untergebracht. Am 25. August 1935 wurde Vallaster reichsdeutscher Staatsbürger.
Da Vallaster keine Berufsausbildung vorweisen konnte, arbeitete er wieder als Hilfsarbeiter, zunächst 1937 beim Flugplatzbau und im Februar 1938 beim „Baulos 45“ der Reichsautobahn in Kinding in Mittelfranken. Nach dem sogenannten Anschluss Österreichs im März 1938 besuchte er mehrmals Silbertal. Vallaster trat am 1. Mai 1938 der NSDAP bei (Mitgliedsnummer 6.181.882). 1939 arbeitete er im Wasserwerk Berlin-Friedrichshagen.

### „Brenner“ in der Tötungsanstalt Hartheim

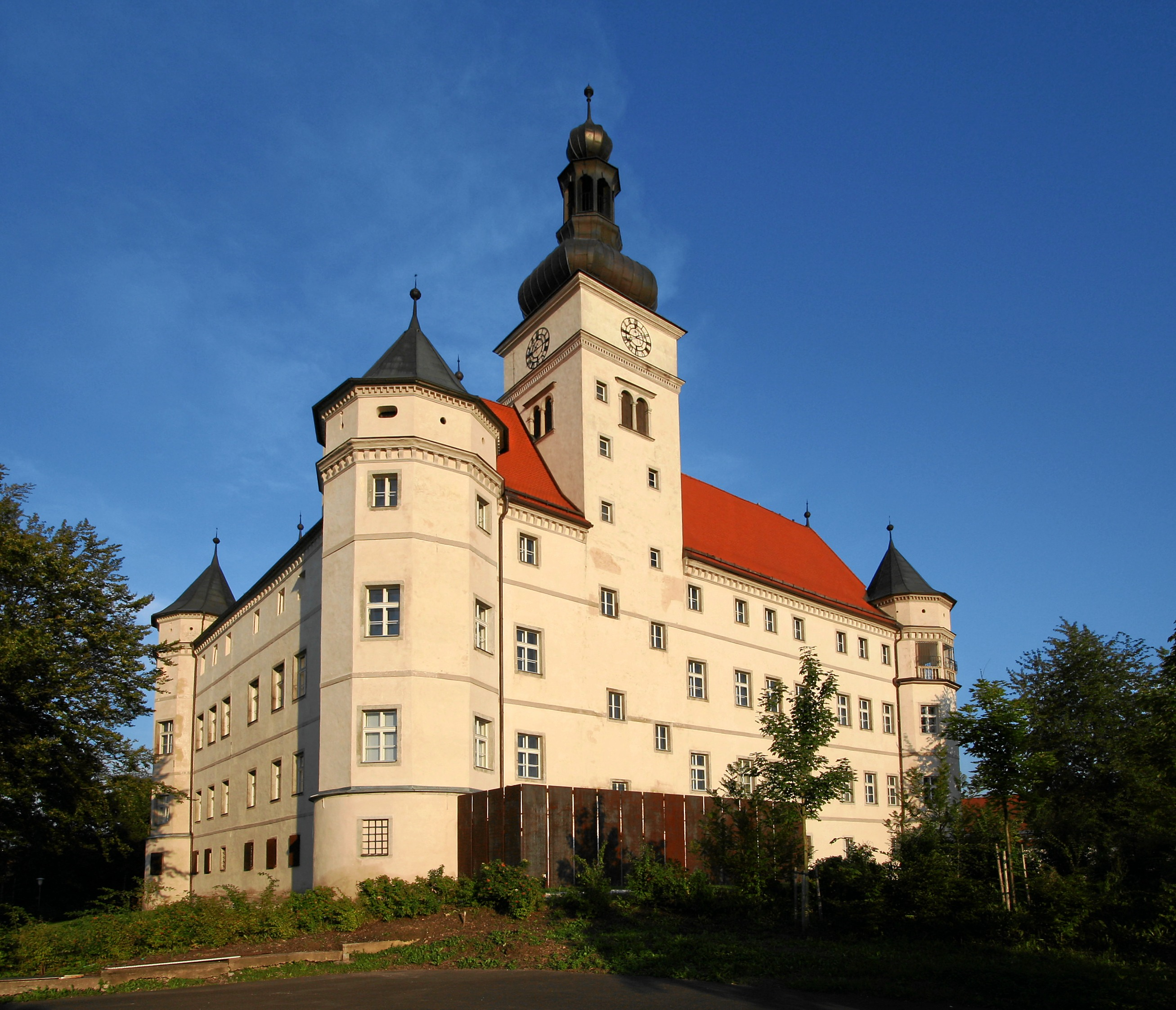
Das Schloss Hartheim, in dem sich die NS-Tötungsanstalt Hartheim befand. Ebenerdig das von dem Künstler Herbert Friedl gestaltete Symbol für den während der NS-Zeit an diesem Ort befindlichen Holzverschlag. Hier wurden die zur Ermordung vorgesehenen Menschen ins Schloss gebracht bzw. aus den Transportbussen geholt. (2005)

Ab April 1940 wurde Vallaster im Rahmen der Aktion T4 in der NS-Tötungsanstalt Hartheim in Oberösterreich (damals Reichsgau Oberdonau genannt) zunächst als Arbeiter für Umbauarbeiten eingesetzt, wie für den Einbau eines Verbrennungsofens und die Herstellung eines Vergasungsraumes. Ab Mai 1940 war er in der von dem T4-Gutachter Rudolf Lonauer geleiteten Tötungsanstalt an der Vergasung und Verbrennung von behinderten und kranken Menschen beteiligt. Zu Vallasters Aufgaben gehörte das Ausbrechen von Goldzähnen.
Vallaster gehörte zu einer Arbeitsgruppe, die als „Brenner“ oder „Heizer“ bezeichnet wurde. Nach späterer Aussage des „Brenners“ Vinzenz Nohel erhielten die Arbeiter eine überdurchschnittliche Entlohnung: Jeden Monat 170 Reichsmark (RM) Nettolohn, dazu 50 RM Trennungszulage bei freier Unterkunft und Verpflegung, 35 RM Erschwernis-Zulage als „Heizer“ und 35 RM Zulage als Schweigeprämie. Zusätzlich gab es eine tägliche Schnapsration von einem Viertel Liter.
Als im Juli 1940 nach einer Vergasungsaktion noch einige Menschen lebten, gab es einen Konflikt mit Vallaster als verantwortlichem „Brenner“. In Abwesenheit des „Euthanasie“-Arztes Georg Renno hatte er den Gashahn zu kurz geöffnet und die Todeswirkung des Giftgases nicht vor Öffnen des Vergasungsraumes (mittels eines Schauloches) überprüft. Die technische Anlage wurde danach geändert, und ein Zähler maß fortan die notwendige Menge des eingesetzten Giftgases Kohlenmonoxid.
Vallaster heiratete im September 1940 Elisabeth Gust, eine Krankenpflegerin des Tötungspersonals. Diese wurde laut späteren Berichten ihres gemeinsamen Sohnes hauptsächlich bei der Transportbegleitung der Opfer in die Tötungsanstalt und beim Ausziehen der Opfer vor der Vergasung eingesetzt. Die Tötungsanstalt hatte ein eigenes Sonderstandesamt, um die große Anzahl von Todesfällen im Ort zu verheimlichen und um den Angehörigen der Opfer den Zugang zu Informationen zu erschweren. Die Trauung von Josef und Elisabeth Vallaster erfolgte im regulären Standesamt der Gemeinde Alkoven, fand jedoch unter Ausschluss sämtlicher Verwandten statt. Die beiden Trauzeugen waren Gertrud Blanke, Oberschwester in der Heil- und Pflegeanstalt Niedernhart in Linz und gleichzeitig Oberschwester in der NS-Tötungsanstalt Hartheim, und Christian Wirth, Büroleiter der NS-Tötungsanstalt Hartheim. Elisabeth Gust stammte aus Brandenburg und war zuvor als Stationsschwester in der Klinik in Wittstock tätig gewesen, wo sie die gebürtige Wittstockerin Blanke kennengelernt hatte.
Als Elisabeth Vallaster 1941 schwanger wurde, beendete sie ihren Dienst in der Tötungsanstalt Hartheim und kehrte in ihre brandenburgische Heimat zurück. 1942 gebar sie dort den Sohn Klaus.

### Aufseher und Tod im Vernichtungslager Sobibór
Ab 1942 wurde Vallaster wie andere deutsche Beteiligte und Arbeitskräfte aus dem „Euthanasie“-Programm im Rahmen der „Aktion Reinhardt“ im Generalgouvernement (Polen) eingesetzt, wo er zunächst für kurze Zeit eine Einschulung im zeitlich ersten Vernichtungslager Belzec erhielt. Vallaster trug fortan SS-Uniform und führte einen SS-Dienstgrad, wobei über das Datum seines Eintritts in die SS, seinen anfänglichen Dienstgrad und die SS-Einheiten, denen er angehörte, nichts bekannt ist. In dem nach Kriegsende eingerichteten Berlin Document Center, das inzwischen vom deutschen Bundesarchiv übernommen wurde und das über etwa 60 Prozent der ehemaligen Personalakten der SS verfügt, gibt es keine Unterlagen über Vallaster. Er war bei der „Aktion Reinhardt“ als SS-Scharführer tätig, wobei nicht auszuschließen ist, dass Vallaster wie andere aus dem T4-Personal bei ihrem Einsatz in den Vernichtungslagern „irgendeine Uniform – hier im Wirkungsbereich der SS naturgemäß eine SS-Uniform – tragen mußte“ und „demnach nur einen Nenn-Dienstgrad der SS“ führte.

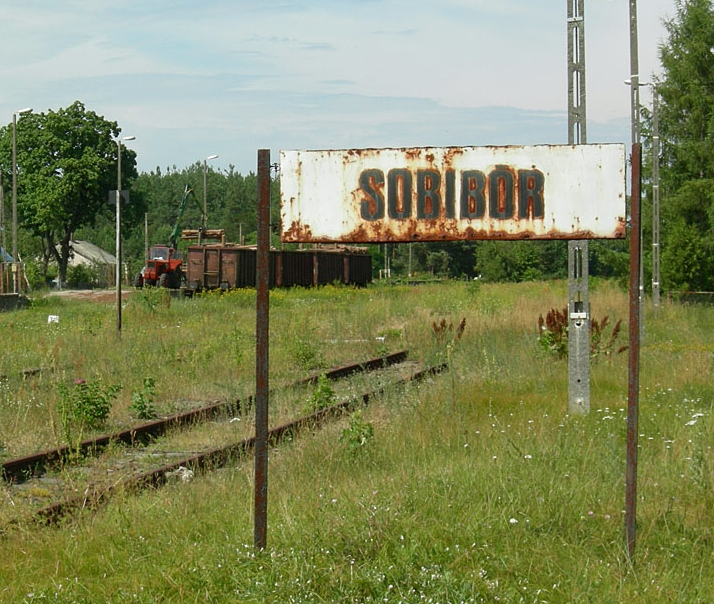
Rangierbahnhof von Sobibór, an dem die Häftlingstransporte ankamen. (Foto von 2007)

 Die Einschulung in Belzec umfasste das Tragen der SS-Uniform, das richtige Annehmen und Geben von Befehlen, das Tragen und den Gebrauch von Waffen und damit im Zusammenhang den Umgang mit den Trawniki-Männern.
Danach war Vallaster im Vernichtungslager Sobibór als Aufseher tätig und am Massenmord an hauptsächlich jüdischen Menschen aus ganz Europa beteiligt. Kommandant des in der Nähe des Dorfes Sobibór gelegenen Vernichtungslagers war seit September 1942 der SS-Hauptsturmführer Franz Reichleitner, der vorher als Stellvertretender Büroleiter in der Tötungsanstalt Hartheim tätig war und dem Vallaster somit bereits bekannt war. Vallaster beaufsichtigte in Sobibór im Lager III die Vergasung der Opfer und ihre Verbrennung; die Tätigkeit des Verbrennens oblag hier den Arbeitshäftlingen. Insgesamt wird die Zahl der Ermordeten im Lager Sobibór auf 150.000 bis 250.000 Menschen geschätzt.
Aus Geheimhaltungsgründen war das Lager III von den anderen Lagerbereichen strikt getrennt und nur über eine Lorenbahn mit dem Lager I verbunden. Vallaster bediente unter anderem als „Maschinist“ eine Schmalspurbahn-Lokomotive und war für diejenigen Loren-Transporte zuständig, mit denen sofort nach Ankunft der Transportzüge im Lager die Toten sowie Gebrechlichen und Alten zu den Verbrennungsöfen transportiert wurden.
Das SS-Lagerpersonal, das überwiegend aus der Aktion T4 stammte, sah die Juden als eine minderwertige Rasse an und betrieb deren „fabrikmäßige“ Ermordung „als tägliche Arbeit“. Der überlebende KZ-Häftling Yehuda Lerner (der bei der Häftlingsrevolte 1943 den SS-Mann Siegfried Graetschus tötete) berichtete nach dem Krieg, dass die SS-Männer sich Gänse hielten und diese aufscheuchten, wann immer Juden ermordet wurden, um deren Schreie durch das Geschnatter der Gänse zu übertönen.
Am 14. Oktober 1943 fand im Vernichtungslager eine Revolte und Massenflucht von hauptsächlich Kriegsgefangenen jüdischer Herkunft aus Weißrussland unter Führung des kriegsgefangenen sowjetischen Leutnants Alexander Petscherski und von Leon Feldhendler statt. Bei diesem Aufstand von Sobibór wurde Vallaster, wie auch andere SS-Männer, zu einem von den revoltierenden Häftlingen vorher verabredeten Zeitpunkt getötet. Er wurde um 16 Uhr mit dem Vorwand von der Lorenbahn weggeholt, er möge in der Schusterwerkstatt seine neuen Stiefel anprobieren. Dort wurde er von den jüdischen Lagerhäftlingen Itzhak Lichtman und dem Schuster Scholem Fleischacker mit einer Axt erschlagen. Die Tötung erfolgte während der Anprobe und Übergabe der Stiefel an Vallaster, wobei die Häftlinge laut in sein Ohr „brüllen“ mussten, weil Vallaster schwerhörig war. Vallaster bestellte vor seiner Tötung noch Pantoffeln für seine Frau.
Von der SS wurden nahezu alle verbliebenen Häftlinge ermordet. Das Lager wurde infolge der Massenflucht bis Ende 1943 aufgegeben. Vallaster wurde am 17. Oktober 1943 auf dem Soldatenfriedhof in Chełm mit militärischen Ehren beerdigt.

## Nachkriegszeit und Aufarbeitung
Nach dem Zweiten Weltkrieg bestand lange Zeit das mehrheitliche Bedürfnis, „Österreich nur als erstes Opfer des Weltkrieges zu sehen“. Eine erste Aufarbeitung der eigenen nationalsozialistischen Vergangenheit und der NS-Verbrechen erfolgte in Österreich gegen Ende der 1970er/Anfang der 1980er Jahre eher zögerlich. Der unbewältigte Umgang mit der NS-Vergangenheit, der vor allem aus Verdrängen bestand, änderte sich erst 1986 im Zuge der Waldheim-Affäre, und es begann eine Auseinandersetzung mit den Opfer- und Täterrollen von Österreichern während der NS-Zeit.

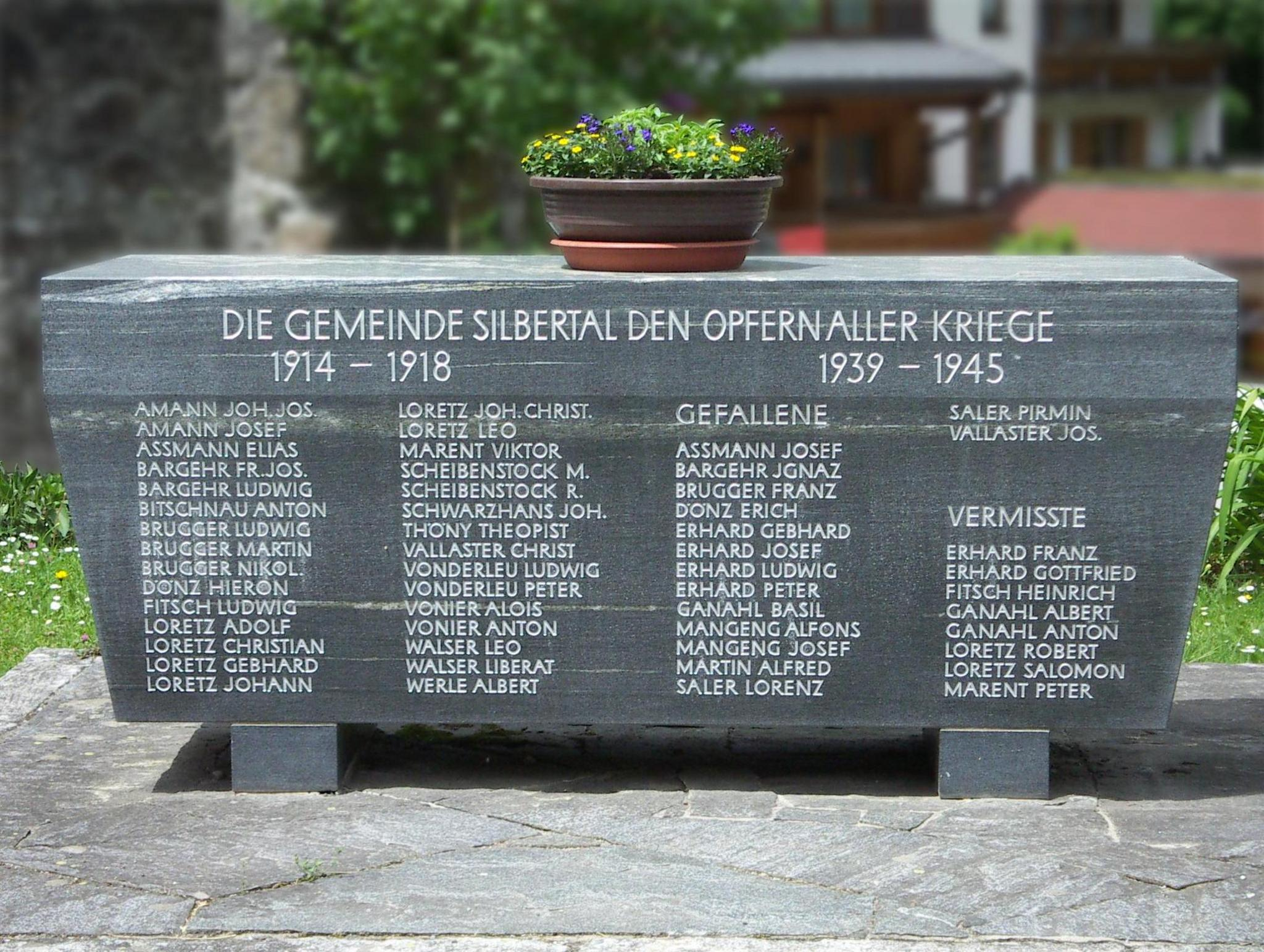
Das ehemalige Kriegerdenkmal in Silbertal, das von der Gemeinde im Juni 2009 entfernt wurde.

So blieb es auch lange Zeit öffentlich unbekannt, dass Josef Vallaster ein Kriegsverbrecher war. In seinem Geburtsort Silbertal wurde er vielmehr auf dem örtlichen Kriegerdenkmal als Gefallener des Zweiten Weltkriegs genannt und damit zum Kriegsopfer erklärt. Seine NS-Täterschaft war seit Ende der 1980er Jahre zunächst nur in Historikerkreisen bekannt.
Anfang der 2000er Jahre erschienen erste Veröffentlichungen, die sich mit der regionalen Geschichte von Silbertal während der NS-Zeit und dem Verhalten ortsangehöriger Soldaten während des Krieges kritisch auseinandersetzten. Eine öffentliche Diskussion über die NS-Verbrechen des aus Silbertal stammenden Josef Vallaster begann 2007, als Medien den Fall aufgriffen. Die Gemeinde Silbertal richtete eine Geschichtswerkstatt unter Leitung des Montafoner Historikers Bruno Winkler ein, die von mehreren Institutionen getragen und unter anderem von dem Historiker Wolfgang Weber vom Vorarlberger Landesarchiv fachlich begleitet wurde.
Weber veröffentlichte im November 2008 sein Buch Von Silbertal nach Sobibór. Über Josef Vallaster und den Nationalsozialismus im Montafon, in dem er über Vallaster und zwei weitere NS-Täter aus der Region berichtet. Vallaster sei nach seiner Beisetzung in seiner Heimat als „gefallen“ gemeldet worden, was seine Aufnahme in die Gefallenenliste des Kriegerdenkmals erkläre. Die Arbeit der Silbertaler Geschichtswerkstatt fand überregionales Interesse und stieß überwiegend auf positive Resonanz. Über das „modellhafte Erinnerungsprojekt“ wurde mehrmals in Zeitungen und Zeitschriften sowie im Fernsehen berichtet, wie zum Beispiel im November 2008 im Rahmen der Provikar-Lampert-Akademie 2008 im ORF-Fernsehen.
Schließlich wurde 2009 durch die Gemeinde Silbertal entschieden, das Silbertaler Kriegerdenkmal durch einen Erinnerungsplatz zu ersetzen. Dort sollte nicht nur der aus dem Ort stammenden Gefallenen der beiden Weltkriege gedacht werden, sondern auch der Flüchtlinge, Zwangsarbeiter und „Euthanasie“-Opfer.

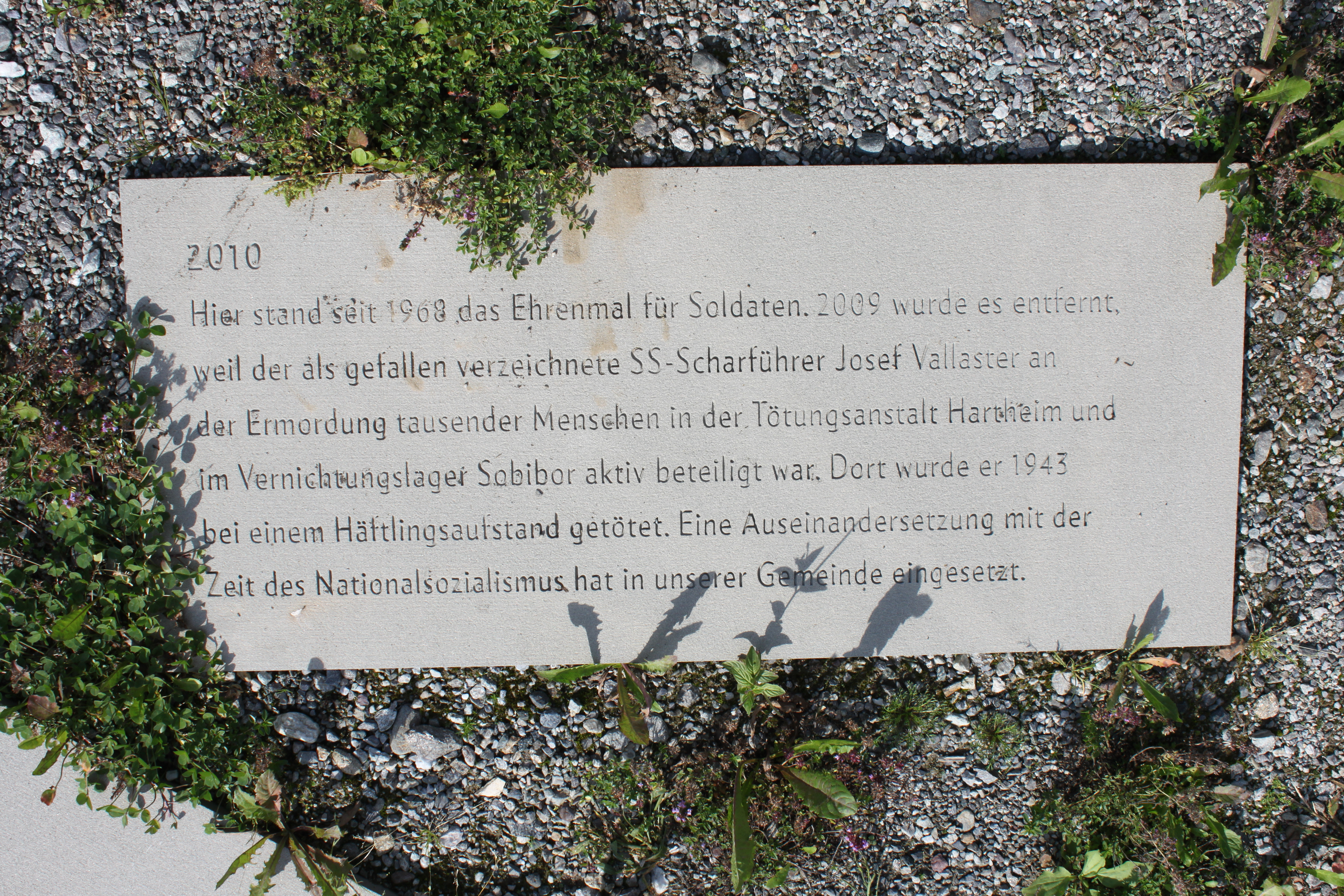
Steintafel zur Umgestaltung des Kriegerdenkmals (2010) mit Nennung Josef Vallaster

Das umstrittene Denkmal wurde von der Gemeinde Silbertal im Juni 2009 entfernt, wobei Drohungen von Neonazis gegen die Gemeinde und gegen einzelne Personen zu einer beschleunigten Entscheidung beigetragen hatten. Die Geschichtswerkstatt Silbertal schloss ihre Aufarbeitung dieses Kapitels der NS-Geschichte ab und stellte im November 2009 ihr Konzept für den neuen Erinnerungsplatz vor. Am Standort des ehemaligen Kriegerdenkmals hatte zwischenzeitlich eine Informationstafel auf die baldige Neugestaltung als Erinnerungsstätte hingewiesen.
Im November 2010 wurde der neue Gedenkplatz eröffnet. Die Denkmalfläche wurde in eine Ebene gelegt und unregelmäßig mit Steinplatten ausgelegt. Eine eigene Steinplatte erwähnt Josef Vallaster als Grund für die Umgestaltung. Eine Steintafel listet die Soldaten des Ersten Weltkrieges auf, eine zweite die Soldaten des Zweiten Weltkrieges. Eine dritte Steintafel nennt namentlich weitere Opfer des Zweiten Weltkrieges, darunter mehrere Zwangsarbeiter, einen Flüchtling und zwei „Euthanasie“-Opfer.
Nachdem der Nationalratsabgeordnete Harald Walser von den Grünen im Mai 2012 bekannt gemacht hatte, dass Vallasters Name auch in den Totenbüchern in der Krypta des Heldentors in Wien aufgeführt wird, veranlasste Verteidigungsminister Norbert Darabos die Streichung Vallasters aus den Totenbüchern. Außerdem folgte die Anordnung einer Untersuchung durch Experten, die feststellen sollen, ob weitere Kriegsverbrecher unter den in den Totenbüchern aufgeführten gefallenen Soldaten sind.

## Filme
- Tom Matzek: Das Mordschloss – Eine Dokumentation über die Gräuel in Schloss Hartheim. Österreich 2001; Kurzbeschreibung beim: ORF (orf.at), abgerufen am 27. Januar 2010 (TV-Dokumentation des ORF über die NS-Tötungsanstalt Hartheim).
- Claude Lanzmann: Sobibór, 14 octobre 1943, 16 heures. Dokumentarfilm, Frankreich 2001; dt. Kurzbeschreibung bei: Stadtkino, Wien (www.stadtkinowien.at), abgerufen am 1. Dezember 2009 (Franz. Film über den Aufstand in Sobibór).